# TaylorMade
TaylorMade est une marque américaine qui fabrique des clubs de golf et tout autres accessoires (sacs, casquettes, gants…). Elle se caractérise par ses couleurs flamboyantes telles que des clubs jaunes, rouges et orange.
Cette marque appartient au consortium coréen Centroid Investment Partners depuis 2021.

## Histoire
TaylorMade a débuté en 1979 avec Gary Adams, l'inventeur du bois en métal, et la société a continué jusqu'à aujourd'hui de maintenir une présence constante au sommet de l'innovation des produits golfiques, incluant les séries r7. TaylorMade était indépendante jusqu'à ce que Adidas rachète la compagnie en 1997.
En 2017, après la séparation d'Adidas et TaylorMade, KPS rachète l'entreprise de golf.
En 2021, quatre ans et un jour après la vente de TaylorMade par Adidas au fonds d’investissement KPS Capital Partners LP, la marque californienne change à nouveau de propriétaire.
C’est le consortium coréen Centroid Investment Partners qui s’est porté acquéreur pour la somme de 1,6 milliard de dollars.
Au passage, KPS Capital Partners LP réalise un bénéfice puisqu’il avait obtenu la marque, avec Adams Golf et Ashworth Golf brands, pour 425 millions de dollars en 2017.

## Produits
Les séries R7 ont de grands succès grâce à ses drivers et ses fers faciles à jouer et puissants[réf. nécessaire]. Les clubs TP (tour prefered) sont destinés à des joueurs de bon niveau, les drivers Burner ont aussi connu un succès fou[réf. nécessaire].